# Dorset Blue
Dorset Blue es un queso inglés protegido con denominación de origen (Dorset Blue cheese) a nivel europeo. Otros nombres con los que es conocido son:
Dorset Blue Vinney y Blue Vinney. La palabra Vinney es un término local de Dorset que se relaciona con la anticuada vinew, que significa enmohecerse; otra explicación que se le da es que es una corrupción de veiny, esto es veteado, en referencia a las venas azules que recorren el queso. 
Se elabora en el este de Inglaterra con leche de vaca. Se trata de un queso de veta azul, aunque menos intensa que la que puede verse en un queso azul tipo cabrales. Se elabora de manera bastante artesanal. Aunque era un queso de granja bastante extendido en Dorset a lo largo de cientos de años, la producción se interrumpió alrededor de 1960 y el queso desapareció. Sin embargo, en los años 1980 Woodbridge Farm en Dorset recuperó la antigua receta y actualmente el queso se encuentra de nuevo en producción. Su consumo es, sobre todo, local. Su textura es abierta, pero firme sin desmoronarse al corte. Su sabor picante, típico de los quesos azules, no es excesivamente fuerte.